# Quận Chippewa, Minnesota
Quận Chippewa là một quận Minnesota, Hoa Kỳ. Quận lỵ đóng ở 6. Theo điều tra dân số năm 2000 của Cục Thống kê Dân số Hoa Kỳ, quận có dân số 13.088 người. Quận lỵ là Montevideo6.

## Địa lý
Theo Cục Thống kê Dân số Hoa Kỳ, quận có diện tích tổng cộng 588 dặm vuông Anh (1.522,9 km2), trong đó có 583 dặm vuông Anh (1.510,0 km2) là diện tích mặt nước.

### Quận giáp ranh
- Quận Swift (bắc)
- Quận Kandiyohi (đông bắc)
- Quận Renville (đông nam)
- Quận Yellow Medicine (tây nam)
- Quận Lac qui Parle (tây)

### Xa lộ
| - U.S. Highway 59 - U.S. Highway 212 - Minnesota State Highway 7 - Minnesota State Highway 23 | - Minnesota State Highway 29 - Minnesota State Highway 40 - Minnesota State Highway 277 |

## Thông tin nhân khẩu
Theo điều tra dân số [2] năm 2000, đã có 13.088 người, 5.361 hộ gia đình, và 3.597 gia đình sống trong quận hạt. Mật độ dân số là 22 người trên một dặm vuông (9/km ²). Có 5.855 đơn vị nhà ở với mật độ bình quân 10 trên một dặm vuông (4/km ²). Cơ cấu chủng tộc của quận đã được 96,78% người da trắng, 0,18% da đen hay Mỹ gốc Phi, 1,00% người Mỹ bản xứ, 0,30% châu Á, Thái Bình Dương 0,02%, 0,94% từ các chủng tộc khác, và 0,79% từ hai hoặc nhiều chủng tộc. 1,92% dân số là người Hispanic hay Latino thuộc một chủng tộc nào. 37,8% là gốc Na Uy và 36,8% gốc Đức tổ tiên theo điều tra dân số năm 2000.

Theo điều tra dân số Hoa Kỳ đã được 5.361 hộ, trong đó 31,20% có trẻ em dưới 18 tuổi sống chung với họ, 57,00% là đôi vợ chồng sống với nhau, 6,60% có một chủ hộ nữ với chồng không có mặt, và 32,90% là các gia đình không. 29,50% hộ gia đình đã được tạo ra từ các cá nhân và 15,70% có người sống một mình 65 tuổi hoặc lớn tuổi hơn là người. Cỡ hộ trung bình là 2,39 và cỡ gia đình trung bình là 2,96.
Trong quận dân số được trải ra với 25,40% dưới độ tuổi 18, 7,10% 18-24, 24,50% 25-44, 23,00% từ 45 đến 64, và 20,00% từ 65 tuổi trở lên người. Độ tuổi trung bình là 40 năm. Đối với mỗi 100 nữ có 94,80 nam giới. Đối với mỗi 100 nữ 18 tuổi trở lên, đã có 91,30 nam giới.
Thu nhập trung bình cho một hộ gia đình trong quận đạt 35.582 USD, và thu nhập trung bình cho một gia đình là 45.160 USD. Phái nam có thu nhập trung bình 30.556 USD so với 20.384 USD đối với phái nữ. Thu nhập bình quân đầu người là 18.039 USD. Giới 4,80% gia đình và 8,60% dân số sống dưới mức nghèo khổ, trong đó có 9,80% những người dưới 18 tuổi và 9,30% của những người 65 tuổi hoặc hơn.